# Bizeux
Bizeux är en kulle i Antarktis. Den ligger i Östantarktis. Frankrike gör anspråk på området. Toppen på Bizeux är 10 meter över havet.
Terrängen runt Bizeux är kuperad åt sydost, men norrut är den platt. Havet är nära Bizeux åt nordväst. Trakten är obefolkad. Det finns inga samhällen i närheten. 